# Pop Rock Brasil
Pop Rock Brasil foi um festival de música criado e produzido pela rádio 98 FM de Belo Horizonte. Originalmente chamado de Rock Brasil, aproveitando a ascendência do rock brasileiro, o festival teve a sua primeira versão em 1983. O nome seguinte foi implementado em 1997, onde o festival contou com grupos de axé que tocavam na 98, como  Daniela Mercury, Pimenta N'ativa, Tonho Matéria, e Cheiro de Amor. Também em 1997 o festival começou a ser transmitido "ao vivo" pela Internet, áudio e vídeo, sendo o pioneiro no Brasil. A última edição ocorreu em 2008.

## O início
O Rock Brasil foi idealizado por Zankar Duarte e Sérgio Guaracy, coordenadores artístico e de promoção da Rádio Del Rey (hoje 98 FM) e produzido inicialmente por Paulo Leite.
As dificuldades eram imensas. Não havia patrocinadores, nem preocupação com o retorno financeiro do evento. A estrutura disponível de palco, som e luz era precária. Havia uma só mesa de som para todas as bandas e as trocas de palco demoravam mais de meia-hora.
A primeira edição ocorreu no Mineirinho

## Edições do Evento

### 1983
Quase duas décadas atrás, no mesmo estádio Mineirão, em Belo Horizonte, quatro mascarados usando botas altas e roupas prateadas entraram e mostraram no palco o que seria um show com megaprodução. Era o Kiss, que passou pelo Brasil com seu circo musical. Os padrões nacionais de shows mudariam a partir de então.
Criou-se em Belo Horizonte o Rock Brasil, produzido pela Rádio Del Rey, e dois anos antes do festival divisor de águas brasileiro: o Rock in Rio. Mais para frente, o nome foi atualizado para Pop Rock Brasil. Ainda em meio à ditadura militar, em 1983 aconteceu a primeira edição do evento. Os nomes? Não poderiam ser mais representativos: Lulu Santos, Roupa Nova, Marcos Sabino, Robertinho do Recife, Herva Doce, 14 Bis, Blitz, Rádio Táxi, Ritchie, Biafra, Guilherme Arantes, a cor do som e Barão Vermelho.

### 1985
Com o evento ainda não-anual, dois anos mais tarde, em 1985, no Mineirinho, o circo subiu novamente sua lona. Alguns nomes voltaram e outros fizeram sua estreia no Rock Pop: Rádio Táxi, Herva Doce, Biafra, os Titãs do Iê-Iê-Iê (mais tarde transformado no Titãs), Leo Jaime, Lô Borges, Paralamas do Sucesso, Tunai e Absyntho.

### 1986
Em 1986, mais uma edição, já em plena temporada favorável do novo rock Brasil: Ira!, Garotos de Rua, Biquini Cavadão, Lobão, Barão Vermelho, Dr. Silvana, Zero, Capital Inicial e Hanói-Hanói foram os nomes do Rock Brasil.

### 1988
Em 1988, o evento voltou. O rock nacional já dava mostras de cansaço e a música estrangeira começava a invadir o gosto dos brasileiros. Mesmo sem a euforia de antes, nomes do mercado ainda resistiam e participavam do Rock Brasil: Obina Shock, Ira!, Zero, Leo Jaime, Evandro Mesquita, Biquini Cavadão, Agência Tass e Sagrado Coração da Terra.

### 1992
Quatro anos separou o evento de 1988 do seguinte, em 1992. O local da festa mudara para o estacionamento do Minas Shopping e a decadência do rock nacional podia ser vista no emergente número de artistas de axé music, lambada, pagode e música sertaneja na parada de sucessos nacional. A quinta edição traria sobreviventes do rock, uma cantora estreante, Deborah Blando, e um grupo pop brasileiro diretamente de Minas que ainda iria aparecer um bocado nas paradas do País, o Skank. Os outros convidados foram: Kid Abelha, Biquini Cavadão, Capital Inicial e RPM.

### 1993
Valente, o festival teve sua sexta edição logo no ano seguinte, em 1993, de volta ao Mineirinho. Quatro artistas mineiros se apresentaram (um recorde para a época) e o Skank foi alçado à figura maior do pop brasileiro. Vieram: Paralamas do Sucesso, Virna Lisi, Barão Vermelho, Skank, Easy Rider, Bauxita e Titãs.

### 1994
Em 1994, o festival lançava um desafio histórico, convidando bandas em escalada para o sucesso - anos depois, virariam nomes estrondosos da história musical brasileira. Entre eles estavam os Raimundos e Chico Science e Nação Zumbi. Outros: Pato Fu, Virna Lisi, Gabriel o Pensador, Professor Antena e O Rappa.

### 1997
Um tempinho se passou e em 1997 o evento voltava de cara nova e novo nome: Pop Rock Brasil, já que o rótulo "rock" era agora no Brasil somente um dos que dominavam a cena musical jovem. Um novo local foi eleito pelo festival: o Estádio Independência, que virou casa dos shows até a edição de 2000. Já que o ecletismo havia sido institucionalizado até pela mudança de nome da festa, nada melhor que o elenco de nomes refletir isso: Skank, Pimenta N'ativa, Jota Quest, Tonho Matéria, Pato Fu, Jorge Ben Jor, Engenheiros do Hawaii, Nepal, Paralamas do Sucesso, Cheiro de Amor, Biquini Cavadão e Daniela Mercury.

### 1998
No ano seguinte, em 1998, mais grandes nomes do rock: Biquini Cavadão, O Rappa, Pato Fu, Jota Quest, Nenhum de Nós, Charlie Brown Jr., Paralamas do Sucesso, Barão Vermelho, Engenheiros do Hawaii, Titãs e Skank.

### 1999
Em 1999, o Pop Rock resolveu homenagear o Legião Urbana e cada um dos artistas participantes tocaram uma música da banda no palco. Versões de "Eu Sei", com o Pato Fu, e "Que País É Esse", do Capital Inicial, emocionaram o público, ainda abalado pela perda de Renato Russo. Os outros convidados: Tianastácia, Titãs, Biquini Cavadão, Barão Vermelho, Lulu Santos, Charlie Brown Jr., Raimundos, Kid Abelha, Paralamas do Sucesso, Wilson Sideral e Cidade Negra, Engenheiros do Hawaii.
O show iniciou com Herbert Vianna tocando o Hino Nacional Brasileiro em sua guitarra, que estava apoiada em cima de sua cabeça, levando a galera ao delírio.

### 2000
A edição de 2000 teve como tema a paz, com vídeos e momentos de protesto contra a violência no País. Bandas como Jota Quest, Elétrika, Natiruts, Capital Inicial, Ira!, Tianastácia, Radar Tantã, Skank, Jam Pow!, O Rappa, Raimundos, Paralamas do Sucesso, Biquini Cavadão, Engenheiros do Hawaii, Charlie Brown Jr. e Pato Fu mandaram seus recados.

### 2001
Em 2001  teve mais uma vez um fabuloso elenco de artistas brasileiros - e até internacionais, com a presença do Live e Soul Asylum. Um dos destaques foi o set acústico de Cássia Eller em uma de suas últimas apresentações em festivais, além de uma debochada simulação da "dança da garrafa". Dinho, mesmo se sentindo mal, subiu ao palco com o Capital Inicial. O Skank tocou com o Tianastácia e o Pato Fu mostrou músicas inéditas.
O tema deste ano foi o projeto Amigo da Água. Que trouxe como grande surpresa a participação especial de Guilherme Arantes cantando a música Planeta Água nos dois dias do evento.
Pela primeira vez o Pop Rock Brasil ocorreu no Mineirão.
| 11 de agosto - Charlie Brown Jr - Tianastácia - Ira! - Biquini Cavadão - Nenhum de Nós - Engenheiros do Hawaii - Tihuana - Pato Fu - Soul Asylum | 12 de agosto - Planet Hemp - Mary's Band - Cássia Eller - Skank - Capital Inicial - Jota Quest - Sideral - Nocaute - Live |

### 2002
O contraste de idades e estilos marcou a edição de 2002. Novidades da cena roqueira como CPM 22 dividiram o palco com dinossauros como RPM. Além disso, a banda que começou com brincadeira ganhou o palco do festival mineiro. O Reggae B, comandado pelo paralama Bi Ribeiro ganhou vaga e agitou o público que ainda pôde conferir nomes como Planet Hemp, Charlie Brown Jr., Sepultura e Skank.

### 2003
O Festival chegava aos 20 anos, desde a sua primeira edição e nada melhor do que uma festa de gala no Independência. O público de mais de 20 mil pessoas no primeiro dia do evento puderam acompanhar apresentações dos mineiros Jota Quest e Skank, além de nomes como o carioca Frejat e os paulistanos do Titãs.
Além deles, fizeram parte da festa as bandas O Surto, que fez uma apresentação acústica, a roqueira Pitty, o pessoal do Elétrika, que abriu o festival com uma versão roqueira do Hino Nacional, Marcelo D2, Rodox, Engenheiros do Hawaii, Jam Pow!, que contou com a participação surpresa de Sideral, Tianastácia e Angra.
Com os ouvidos ainda zunindo do dia anterior, quase 25 mil pessoas voltaram ao Independência para o segundo dia do Pop Rock Brasil 2003. Entre as atrações do domingo, tivemos a presença dos mineiros do Squadra, que abriu o show em grande estilo: tocando Enter Sandman do Metallica e tocando também Blur, Guns N' Roses e Legião Urbana. Além deles, Ultraje a Rigor, Nando Reis, O Rappa, Kid Abelha, Capital Inicial, Gabriel O Pensador, Biquini Cavadão e Detonautas participaram da festa.

### 2004
Seis bandas tocaram no palco principal do Pop Rock Brasil 2004 na primeira noite do evento, realizado mais uma vez no Estádio Independência. Marcelo D2, CPM 22, Tianastácia, O Rappa, Cidade Negra e Los Hermanos. Além deles, tivemos no palco “Na Lata”, apresentações de Johnnie B, Terral, Código B e Mandrak.
Após a apresentação do rapper Marcelo D2, que abriu o festival, o vocalista do CPM 22, Badaui, agradeceu o público e brincou: "obrigado por preferirem o Pop Rock ao show do Linkin Park", fazendo uma referência à apresentação da banda americana em São Paulo, na mesma noite.
Depois deles, o Tianastácia subiu ao palco e fez uma apresentação especial: durante o show foi gravado o primeiro DVD do grupo mineiro. O Rappa começou a tocar por volta das 21h15 e, além de apresentar seus maiores sucessos, o vocalista Marcelo Falcão lembrou o aniversário de três anos dos atentados de 11 de setembro nos EUA e aproveitou para criticar George W. Bush.
O Cidade Negra, penúltima banda a se apresentar no palco principal, mesclou seus maiores hits a músicas do novo CD, Perto de Deus, tocadas pela primeira vez ao vivo para o público de Belo Horizonte. Tony Garrido elogiou a organização do festival e o clima de amizade entre as bandas.
Os cariocas dos Los Hermanos fecharam a primeira noite do festival à meia-noite de sábado, com um apanhado de seus maiores hits e uma homenagem a Rita Lee.
No dia seguinte, mais seis bandas se apresentaram no palco principal do Pop Rock 2004 e agitaram o público que compareceu ao Independência. Pitty, Detonautas, Charlie Brown Jr., Capital Inicial, Jota Quest e Nenhum de Nós tocaram para um público recorde de cerca de 25 mil pessoas.
No palco secundário, o Lata, com shows de bandas iniciantes, apresentaram-se Tchai, Uberro, Sideral e Carne Nua, que voltou depois de ter vencido o concurso Pop Rock.

### 2005
Nos dias 10 e 11 de setembro o Estádio do Mineirão recebeu mais uma vez o Pop Rock Brasil. O evento, levou ao estádio as bandas Tihuana, Charlie Brown Jr., Marcelo D2, Pitty, Engenheiros do Hawaii, Pato Fu, Dead Fish, Ramirez, Skank, O Rappa, Tianastácia, Detonautas, Capital Inicial, Marjorie Estiano, Armandinho, CPM22.

### 2006
A edição de 2006 do Pop Rock Brasil ocorreu nos dias 11 e 12 de novembro no Mineirão e o festival voltou a investir em atrações internacionais, trazendo para o palco as bandas Black Eyed Peas, New Order e The Rasmus. Além delas, O Rappa, Marcelo D2, Cpm 22, Nando Reis, Tianastácia, Pitty, Cachorro Grande e Armandinho foram algumas das atrações do evento que contava com uma Tenda Eletrônica, Zona Radical e Lounge Pop.

### 2007
A edição de 2007 do Pop Rock Brasil ocorreu nos dias 17 e 18 de novembro no Mineirão e o festival voltou a investir em atrações internacionais, trazendo para o palco Skazi e JoJo. Além delas: Charlie Brown Jr, Luxúria, Código B, Capital Inicial, Fresno, Skank, Strike, Tianastácia, Pitty, Biquini Cavadão, Jota Quest, Natiruts, NX Zero, O Rappa e Manitu.

### 2008
O evento de 2008 aconteceu nos dias 8 e 9 de novembro com grandes bandas nacionais e internacionais. Os ingressos "no escuro" foram vendidos do dia primeiro de setembro até o dia dezenove do mesmo mês.
A 98 FM anunciou na sua programação doze atrações: NX Zero, Jota Quest, The Offspring, Maroon 5, Capital Inicial, Charlie Brown Junior, Tianastácia, Código B, Manitu, Wilson Sideral, Strike e Detonautas.
Apesar da Mix FM impedir judicialmente a realização do evento, a 98 FM conseguiu fazer um acordo por R$400.000,00. Essa ação ainda está relacionada com a disputa judicial por uso indevido, pela concorrente, da marca Pop Rock Brasil ocorrida em 2006. Pela primeira vez o evento ocorreu no Mega Space:
| 8 de novembro - Jack Tequila - Rezet - Manitu - Código B - Sideral - Nove Mil Anjos - NX Zero - Hevo 84 - Jota Quest - Maroon 5 | 9 de novembro - Felipe Sabá - Circular 01 - Strike - Tianastácia - Detonautas - Charlie Brown Jr - Capital Inicial - The Offspring |